# Závěr
Závěr je funkční součástí palných zbraní, jejímž účelem je uzavření, případně uzamčení náboje v nábojové komoře. U opakovacích, samonabíjecích a samočinných zbraní se závěr obvykle podílí i na zasunutí náboje do nábojové komory.

## Hlavní součásti
- Pouzdro závěru a závorník
- Plynové ústrojí v případě samonabíjecích pušek a pistole Desert Eagle
- Úderník se zápalníkem a jeho repulsní pružinou
- Vytahovač prázdných nábojnic, někdy i vyhazovač, který je však většinou umístěn na rámu zbraně
- Předsuvná (též vratná) pružina (u samonabíjecích zbraní), která po úplném zákluzu závěru, vyhození vystřelené nábojnice a natažení bicího mechanismu vrací závěr do původní polohy, čímž zároveň dojde k nabití dalšího náboje ze zásobníku do nábojové komory.